# Port de Petropavlovsk-Kamtchatski
Le port maritime de Petropavlovsk-Kamtchatski (en russe : Морской порт Петропавловск-Камчатский) est un port de commerce d'importance fédéral situé à Petropavlovsk-Kamtchatski sur la côte sud-est de la péninsule du Kamtchatka, en Extrême-Orient russe. Il est la propriété depuis 1994 du gouvernement fédéral russe et géré par l'entreprise Rosmoport qui appartient à l'agence fédérale des Transports Maritimes et Fluviaux.
La ville de Petropavlovsk-Kamtchatski naît de la mer, la ville étant un port naturel, mais ne se dote d'un port que le 23 octobre 1943 par décret du Comité d'État à la Défense, alors que la région est une base arrière pendant la Seconde Guerre mondiale.
Ses activités sont principalement orientées vers l'importation et l'exportation, le Kamtchatka n'ayant ni lien ferroviaire ni lien routier vers le reste du pays. Les principaux biens transitant sont les matières premières ainsi que les produits de la pêche.

## Histoire

### Baie d'Avatcha
Même si les premiers pionniers russes sont arrivés par la terre à la baie d'Avatcha et plus largement au Kamtchatka, la voie maritime s'est vite imposée comme le principal moyen pour rejoindre la région. En juin 1740, Ivan Ielaguine (ru) est le premier à entrer depuis l'océan dans la baie, sur son bateau le Saint-Gabriel. En octobre suivant, les Saint-Pierre (ru) et Saint-Paul (ru) sous les commandements respectifs de Vitus Béring et d'Alekseï Tchirikov ont mouillé dans la baie, au niveau de l'actuelle ville de Petropavlovsk-Kamtchatski, y restant pour l'hiver.
La ville, qui est ainsi fondée en cette année 1740, bénéficie d'un port naturel, permettant d'accoster des bateaux près du rivage. Au cours de son existence, la baie et la ville voient passer de nombreux bateaux, dont de navigateurs autour du monde (expédition de La Pérouse, troisième voyage de Cook, etc.),.

### Période soviétique
Alors que la Seconde Guerre mondiale est en cours, le Comité d'État à la Défense de l'Union soviétique décide de doter la ville d'un vrai port avec des infrastructures. Ainsi le 23 octobre 1943, le commissaire du peuple de la marine de l'URSS, Piotr Chirchov, publie un décret sur l'organisation du port, date depuis considéré comme la date de fondation du port. Le port fut construit en un temps record, avec le premier quai et la première grue ayant commencé à recevoir des marchandises dès avril 1944, tandis que deux autres quais ont été ouverts pendant l'été, et les deux derniers en février 1945.
Le port a été financé en grande partie par le programme du prêt-bail des États-Unis, programme visant à financer l'armement des pays alliés. Le Kamtchatka, loin du front, servait de base arrière pour la guerre du Pacifique et à partir d'août 1945 pour l'invasion de la Mandchourie par l'Armée rouge.
En février 1945, le port devient officiellement une entreprise appartenant à l'État soviétique. Dans les années suivant la fin de la guerre, le port s'est doté de nouveaux entrepôts, quais, grues, portiques et autres infrastructures. En 1949, une centrale thermique est construite pour le port au cap Signal, et dès 1951, des logements sont construits dans la zone portuaire. En 1963, le bâtiment de la gare maritime est construit.
En 1946, le port a traité 205 600 tonnes de marchandises. Ce chiffre a plus de doublé, avec en 1950 443,5 mille tonnes de marchandises. Le volume traité était de 810 mille tonnes en 1953, et a dépassé le million de tonnes en 1956. À partir du début des années 1950, le port est capable de traiter les conteneurs. À partir de 1957, le port devient le principal moyen d'approvisionnement de la Koriakie et de ses villages (Tiguil, Palana, Manile).
En 1970, les deux millions de tonnes sont dépassés, et atteignent les 3,9 millions de tonnes en 1985. Dans les années 1970, de nouveaux quais sont construits, et un terminal de conteneurs est créé. Le port possède aussi des industries, et un bâtiment pour l'administration du port. Dans les années 1980, plusieurs quais sont reconstruits.
En juillet 1986, le port peut désormais livrer des diplômes pour les capitaines. En parallèle à la fin des années 1980, la ligne maritime entre Petropavlovsk-Kamtchatski et Vladivostok est arrêté à cause de sa non-rentabilité,.

### Depuis 1991

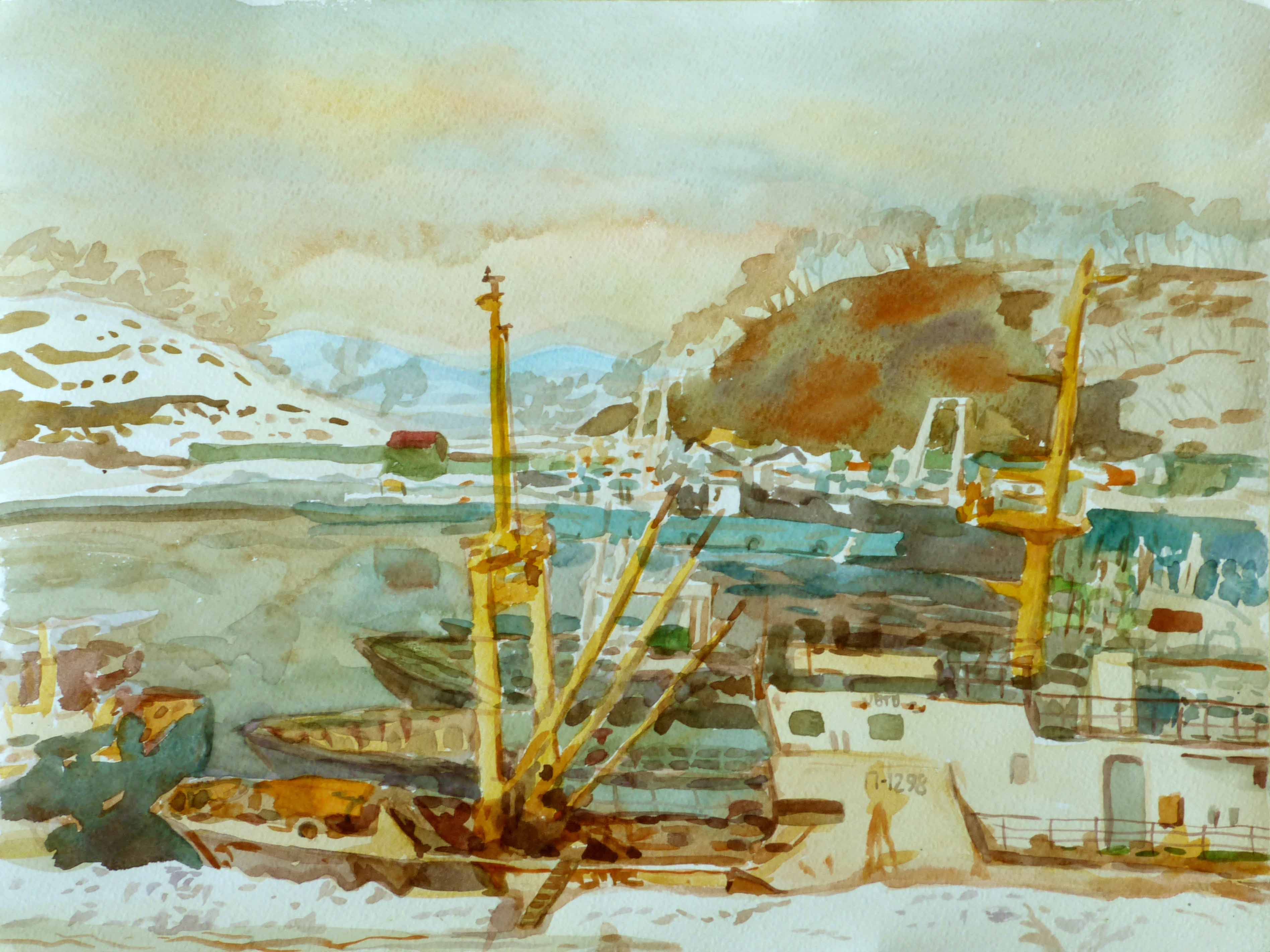
Dans la baie du port de pêche. M. A. Presniakov, 2012 Aquarelle sur papier

Au début des années 1990, le port se dote d'une nouvelle centrale thermique au diesel. Avec la fin de la période soviétique, le volume de marchandises a baissé, s'établissant aujourd'hui autour des deux millions de tonnes par an. À partir des années 1990, lorsque le port est ouvert au trafic international et que le Kamtchatka devient accessible aux étrangers, des navires de croisières venant des États-Unis, du Japon et d'autres pays de la région Asie-Pacifique commencent à faire escale dans le port.
En 1992, une entreprise privée est créée à la place du port, avant qu'en 1994, le département des transports maritimes du Ministère des transports de Russie crée une entreprise publique à la place. En janvier 2000, l'entreprise est réorganisée tout en restant publique. À partir de 2004, le port passe sous la gestion de Rosmorport, entreprise de l'agence fédérale des Transports Maritimes et Fluviaux. En décembre 2006, le port de pêche de la ville est intégré au port.
En décembre 2013, le port est agrandi. Il est alors prévu de créer une liaison maritime régulière avec le village de Nikolskoïe sur les îles du Commandeur (raïon des Aléoutiennes). En août 2014, le nouveau bâtiment de la gare maritime est construit et inclus dans le port. En juillet 2016, le port devient un port fédéral. Le port est désormais autoriser à recevoir des bateaux à propulsion nucléaire,.

### Perspectives

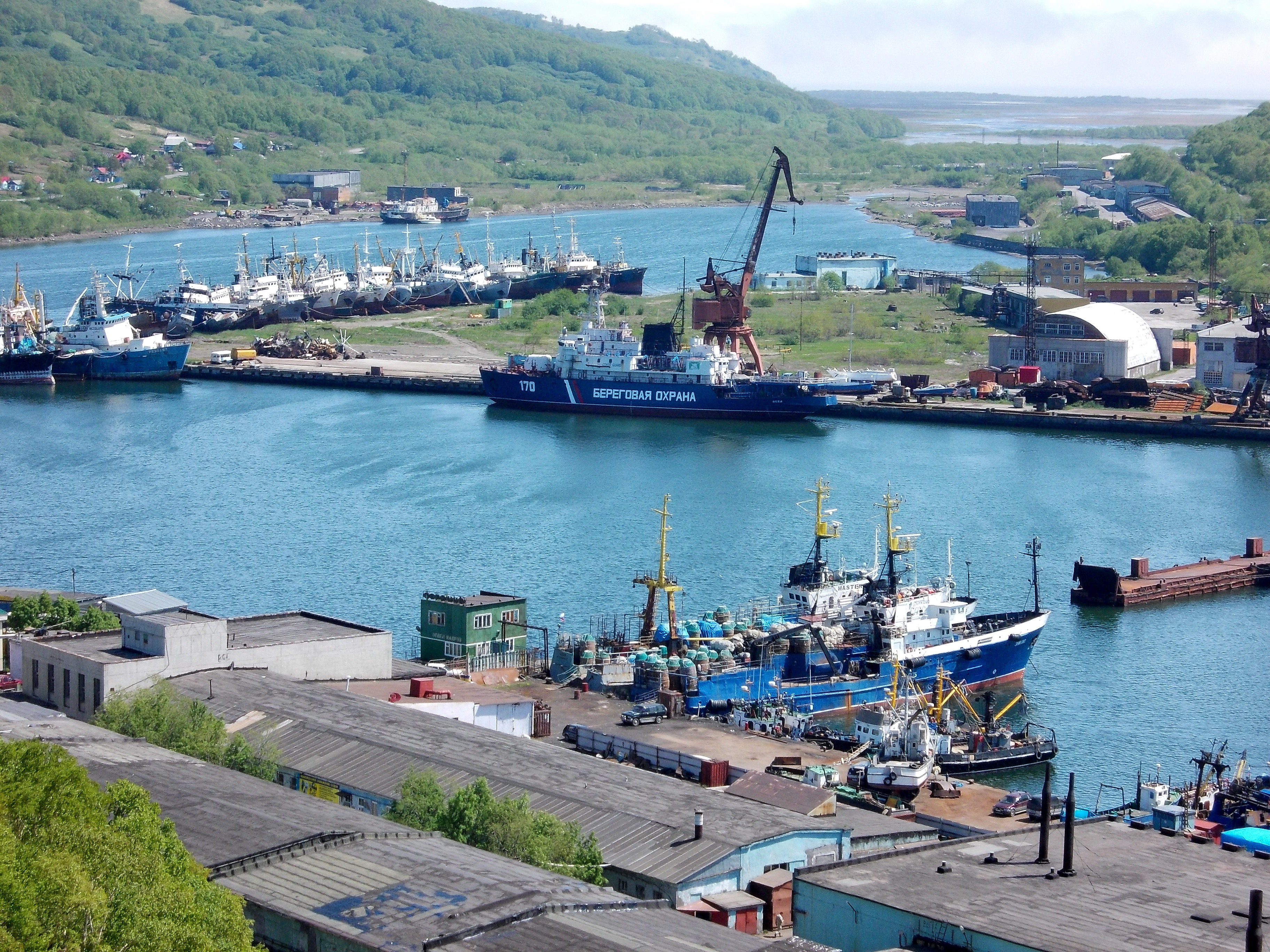
Une partie du port.

Le port souhaite construire un terminal maritime plus grand, d'une capacité de 4000 passagers par an, pour la liaison avec le village de Nikolskoïe. Il souhaite aussi s'étendre dans d'autres lieux du Kamtchatka, avec une jetée à Tilitchki, un terminal maritime à Ossora, et la reconstruction de terminaux maritimes à Oust-Khaïriouzovo, Palana et Manile.

## Évolution du tonnage
| 1946    | 1950    | 1953    | 1956        | 1970        | 1980      | 1985      | 1989      |
| ------- | ------- | ------- | ----------- | ----------- | --------- | --------- | --------- |
| 205 600 | 443 500 | 810 000 | + 1 000 000 | + 2 000 000 | 3 500 000 | 3 900 000 | 3 900 000 |

| 2023        |  |  |  |  |  |  |  |
| ----------- |  |  |  |  |  |  |  |
| ≈ 2 060 000 |  |  |  |  |  |  |  |